# Мукачівприлад
Мукачівський приладобудівний завод «Мукачівприлад» — промислове підприємство в місті Мукачево Закарпатської області України.

## Історія
Завод був створений 1961 року як спеціалізоване підприємство з випуску радіоелектронних приладів складних конструкцій для тепло-, електро- і радіовимірювань, регулювання та автоматизації управління.
Надалі, заводом було освоєно нові технологічні процеси (зокрема, електроерозійна обробка металів і полімерне покриття деталей і виробів), впроваджена автоматизована система управління виробництвом і розпочато виробництво товарів народного споживання.
З початку 1970-х років завод взяв шефство над міською футбольною командою.
У 1970-1980-ті роки завод входив до числа провідних підприємств міста Мукачево. Прилади, що випускалися заводом, встановлювалися на атомних електростанціях СРСР.
Після проголошення незалежності України завод був перетворений у відкрите акціонерне товариство.
У зв'язку зі скороченням державних замовлень в 1990-ті роки завод засвоїв серійний випуск побутових лічильників газу.
До початку 2013 року завод «Мукачівприлад» входив у число провідних промислових підприємств міста Мукачево, основною продукцією заводу були прилади, що вимірюють температуру, і лічильники витрати газу.